# MP 18
MP18은 제1차 세계 대전때 독일이 개발한 세계 최초의 기관단총이다.(하지만 실전투입이 되지 않아 세계최초의 기관단총의 시조새로 불린다.)

## 개요
독일은 제1차 세계 대전 발발 후, 참호전에 쓸 수 있는 총을 1915년부터 연구를 시작했다. 당시, 마우저나 루거등의 반자동 권총들도 연사가 가능했지만, 무게가 가벼운 권총으로 연사를 한 결과는 정확성이 부족해 새로운 무기를 개발하게 되었다. 생산은 1차 대전 마지막 해인 1918년에 시작되었다. 포획된 기관단총의 시리얼 넘버로 판단했을 때, 약 5,000정이 1차 대전에 쓰인것으로 보이지만, 10,000정까지 투입되었을 가능성도 있다. 최전선에서 참호전을 전문으로 하는 스토스트루펜(2차 세계 대전에서 슈투름트루펜으로 발전된다)이라는 부대들에게 배급되어서 참호 침투작전들에 요긴하게 쓰였다. 
기관단총이라는 신무기의 효과는 연합군에게도 인정을 받아 1918년 종전시, 베르사이유 조약에서 생산과 발달이 금지되었지만, 비밀리에 생산되어, 1920년까지 약 35,000정이 생산되었다. 종전후에도, 경찰용으로는 쓰일 수 있다는 예외항목을 이용해, 장탄수를 줄인 20발 장전 탄창을 장착해서 사용되었고, 2차대전 발발 후에도 후방에서 전쟁말까지 사용되었다. MP18은 자동으로 밖에 발사할 수 없었으나, 1920년 단발발사 선택기능이 주어지면서 MP28로 개명되었다. 2차 대전중에는 영국의 스텐건의 디자인에 직접적인 영향을 끼쳤고, 소련군도 MP28의 디자인의 영향을 받아 PPD-40을 개발했다. 대량생산을 위해 PPD-40을 기본으로 다시 디자인 된 것이 PPSh-41 기관단총이고, PPSh-41은 6백만정이나 생산되어 2차 대전 뿐만 아니라 한국전쟁에서도 대량으로 쓰였다.

## 의미
세계 최초로 실용적으로 쓰인 보병용 기관단총이라는 점에서 의미가 있다. 미국에서도 1917년부터 독자적으로 톰슨 기관단총이 개발되고 있었으나 1차 대전 종전까지는 배급되지 못했고, 1915년 이탈리아의 빌레어 페로사 기관단총은 비행기용 경기관총을 보병용으로 개조한 것이라 사용이 불편했다. 실전에서 효과적으로 쓰였기 때문에 영국의 스텐건, 일본의 100식 기관단총, 그리고 600만정 이상 생산돤 소련의 PPSh-41 기관단총의 원조가 되었다. 독일군 역시 한번 효과를 보인 기관단총이라는 무기과를 더욱 더 실용화시키기 위해서 MP36, MP38, MP40를 새로이 개발해 100만정 이상 생산했다.

## 오해
세계최초의 기관단총은 이탈리아에서 만들어졌지만, 실전에 투입되지 못해 세계최초라고 할 수는 없다.